# کاخ ۳
کاخ ۳ (هندی: அரண்மனை ۳) یک فیلم کمدی ترسناک هندی به زبان تامیلی محصول سال ۲۰۲۱ به کارگردانی سی. ساندار است. در این فیلم بازیگرانی از جمله سی ساندار، آریا، راشی خانا و آندریا جرمیا به ایفای نقش می‌پردازند. داستان دربارهٔ جیوتی (راشی خانا) می‌چرخد، که توسط یک روح انتقام‌جو تهدید می‌شود، زیرا او سعی می‌کند با خویشاوندش راوی (سی ساندار) حقیقت را کشف کند.
کاخ ۳ در ۱۴ اکتبر ۲۰۲۱ اکران شد، این فیلم نشان دهنده اکران پس از مرگ بازیگر فقید ویوک است. این فیلم با نقدهای متفاوت تا منفی از سوی منتقدان و تماشاگران همراه شد که با هدف انتقاد سکانس‌های اکشن عمومی، طرح قدیمی، بازیگران گروه، شخصیت شرور و فضای نمایش بازیگر نقش اول همراه بود، اما بازی و موسیقی راشی‌خانا مورد تحسین قرار گرفت. با وجود نقدهای منفی، این فیلم به عنوان یک موفقیت تجاری در گیشه اعلام شد و به یکی از پردرآمدترین و سودآورترین فیلم‌های تامیل در سال ۲۰۲۱ تبدیل شد.

## دنباله
کارگردان قسمت چهارم مجموعه این فیلم را تأیید کرد، او فاش کرد که ساخت این دنباله در سال ۲۰۲۳ آغاز خواهد شد. و احتمالاً در سال ۲۰۲۴ منتشر می‌شود.